# Campeonato Panamericano de Béisbol Sub-14 de 1994
El Campeonato Panamericano de Béisbol Sub-14 de 1994 con categoría Juvenil A, se disputó en Maringa, Brasil del 22 al 31 de julio de 1994. El oro se lo llevó Brasil por primera vez.

## Equipos participantes
- Argentina
- Brasil
- Cuba
- Estados Unidos
- México
- Perú

## Resultados
| Posición | Selección      |
| -------- | -------------- |
|          | Brasil         |
|          | Cuba           |
|          | México         |
| 4°       | Estados Unidos |
| 5°       | Argentina      |
| 6°       | Perú           |